# Madunice
Madunice jsou obec na Slovensku v Trnavském kraji v okrese Hlohovec. Žije zde přibližně 2 300 obyvatel.

## Poloha
Leží na pravém břehu v údolí Váhu, přibližně jeden kilometr od řeky. Severně od obce leží Drahovce, na východ Koplotovce, na jih Červeník a Leopoldov a na západ Pečeňady.

## Doprava
Madunicemi prochází cesta I. třídy č. 61. Zároveň je přístupná z dálnice D1; 
Exit 72 Červeník. Také jsou dostupné na 106,6 km plavební dráhy Váhu. V obci se nachází čtyři autobusové zastávky: Madunice - Jednota, Madunice - Mobilier, Madunice - ZŠ a Madunice - Obchodné stredisko. Zastavují zde autobusy směr Piešťany, Trnava, Hlohovec a Veľké Kostoľany a to i vybrané dálkové spoje.
Blízko obce prochází hlavní slovenský železniční koridor Bratislava – Žilina – Čierna nad Tisou. Kilometr a půl od středu obce se nachází bývalý objekt železniční zastávky, nyní technický objekt Slovenských železnic. Do roku 2008 by měla být hotova modernizace této tratě. V rámci této rekonstrukce je úrovňový přejezd nahrazen podchodem pro pěší. Nástupiště jsou zcela nová a zvýšená. Nejbližší mezinárodní letiště se nachází v 15 km vzdálených Piešťanech.

## Obecní zařízení
Obec je elektrifikovaná, plynofikovaná a má vlastní vodovod. Probíhá stavba obecní kanalizace napojené na čističku odpadních vod. Pravidelně probíhá organizovaný sběr komunálního odpadu i sběr tříděného odpadu. Středem Madunic je místní parkoviště, které zastupuje náměstí. Nachází se tu nový Kulturní dům, kde je obecní úřad, pošta, restaurace, lékárna a kulturní sál. U parkoviště se dá odpočinout v místním parku. Je tu bohatá vybavenost obchody a službami. V obci se nachází základní škola i mateřská školka. Je zde i amfiteátr, kde se konají kulturní akce, a fotbalový stadion. Z církevních staveb je tu římskokatolický kostel a hřbitov. Na vážském kanálu se nachází Vodní elektrárna Madunice. Na východním okraji obce má svůj areál zemědělské družstvo. Asi tři čtvrtě kilometru za obcí se nachází „průmyslová zóna“ s různými podniky.

## Kultura

### Kostel Narození Panny Marie
Na hlavní cestě blízko centra stojí římskokatolický kostel Narození Panny Marie, postavený roku 1806. Je to jednolodní sálová stavba se sakristií umístěnou vpravo po směru kostela. V kostele se nachází oltář vyrobený z dubu, pod kterém skládal svoje básně básník Ján Hollý. Vedle kostela byl kdysi hřbitov; ten byl však přesunut na nové místo. Před kostelem je ohrazený parčík se sochou Jána Hollého v nadživotní velikosti. Nyní (2006) probíhá rekonstrukce kostela.

### Amfiteátr
Amfiteátr s bufetem a pódiem se nachází na východním okraji obce. Konají se zde koncerty různých hudebních skupin i Cibulové slavnosti. V areálu amfiteátru stojí za povšimnutí staré, vysoké stromy. Některé byli však pokácené.

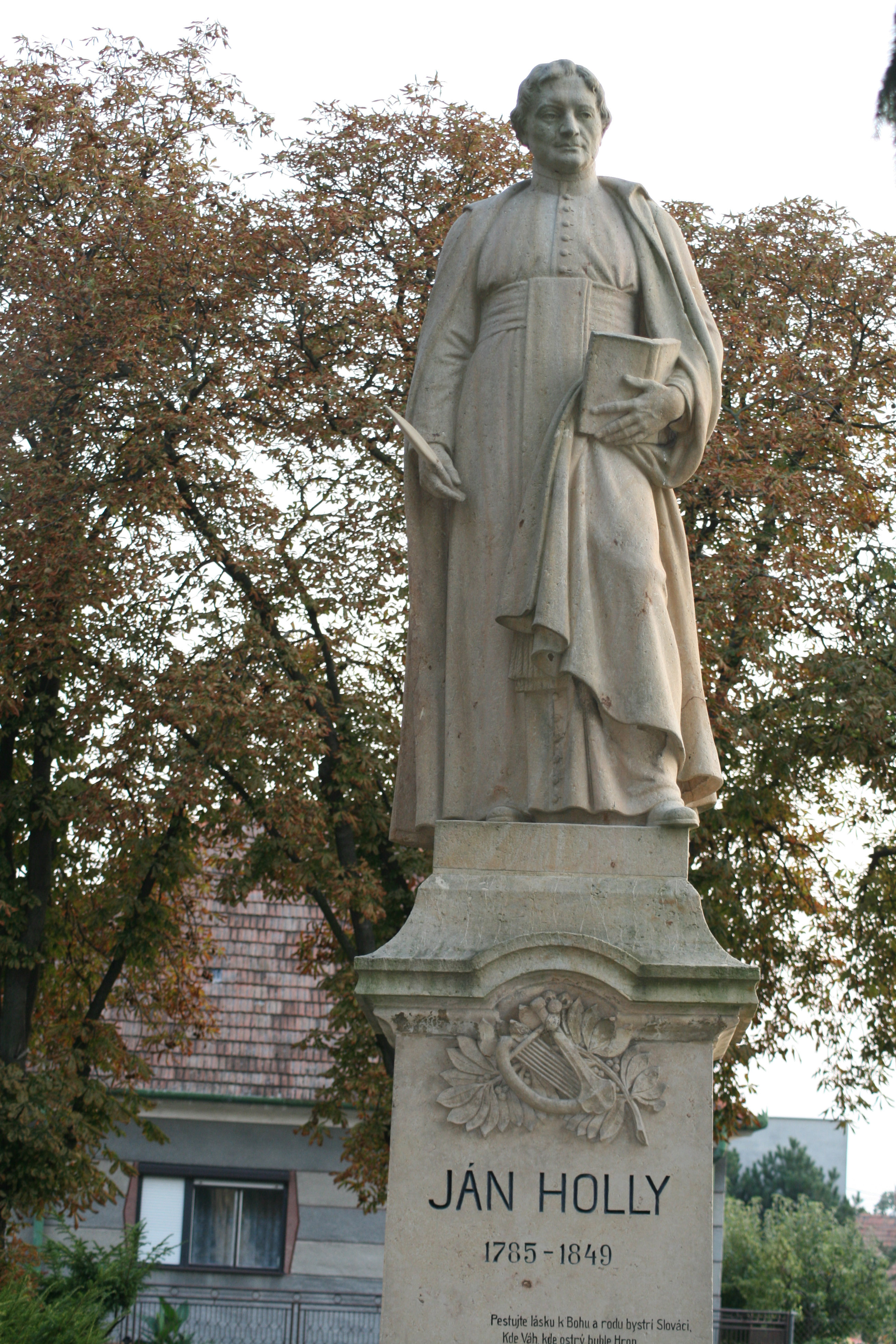
Socha Jána Hollého od Čeňka Vosmíka

### Ján Hollý
Významný slovenský básník Ján Hollý pobýval v Madunicích od roku 1814. Působil tu jako farář. Svoje básně chodil tvořit do háje zvaného Mlíč, který se nacházel na místě zdejší železniční zastávky. Z dubu, pod kterém skládal své básně, byly zhotoveny různé kusy nábytku. Některé dubové desky byly zachráněny k výrobě konstrukce bočního oltáře v madunickém kostele. Na faře je dodnes zachován pokoj Jána Hollého. Pokoj byl zapsán do seznamu Národních kulturních památek České republiky. Pomník Jána Hollého vytvořil Čeněk Vosmík. Po velkém požáru Madunic Hollý odešel do Dobré Vody u Trnavy.

### Cibulové slavnosti
V srpnu se v Madunicích konají Cibulové slavnosti. Ty trvají tři dny. Konají se různé hry, například soutěž o největší věnec z cibule. Představují se pokrmy z cibule. Do obce přicházejí kolotočáři a konají se závody v parkurovém skákání. Obcí prochází cibulový pochod a v amfiteátru se konají koncerty živé hudby.

### Ostatní
V roce 2003 se na vážském kanálu konaly mistrovství světa v rybolovu. Díky rovnému terénu jsou tu dobré předpoklady pro cykloturistiku. Dále je možné provozovat zmíněný rybolov nebo se koupat v místních štěrkovištích. V roce 1993 byla vydaná kniha Madunice, 880. výročí 1. písemné zmínky o obci od Karola Kabáta.

## Služby v obci
V obci se nacházejí následovní služby:
- Šest pohostinství
- Obchod s potravinami Jednota
- Další tři obchody s potravinami
- Dvě drogerie
- Prodejna tlakových zařízení
- Kadeřnictví
- Lékař
- Lékárna
- Opravy chladicích zařízení
- Autobazar
- Zmrzlinářství
- Konfekce
- Občasný prodej textilu, drůbeže, ovoce, zeleniny apod. v kulturním domu a na parkovišti
- Trafika
- Půl kilometru za Madunicemi směrem na Piešťany se nachází benzínová pumpa